# Katharina Kramer

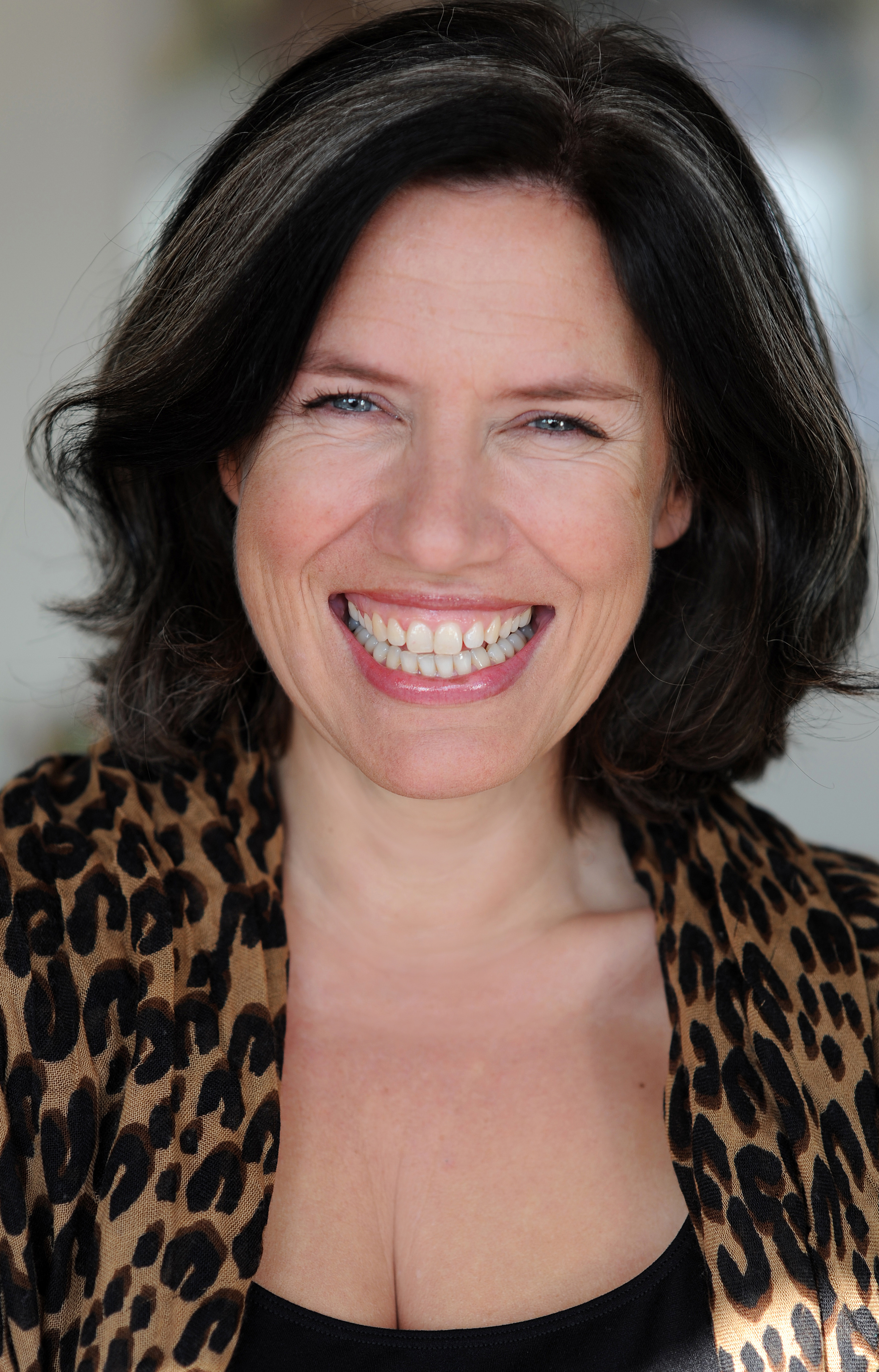
Katharina Kramer 2011

Katharina Kramer  (* 15. Juli 1968 in Innsbruck) ist eine österreichische Journalistin und Fernsehmoderatorin.
Katharina Kramer studierte Germanistik, Amerikanistik, Anglistik und Kunstgeschichte und arbeitete neben dem Studium für mehrere Radio-Stationen. Vor den letzten Prüfungen brach sie ihr Studium ab und begann als Redakteurin beim Kurier. 1996 kam Kramer zum ORF Tirol. Zunächst arbeitete sie als Reporterin und Chefin vom Dienst bei Radio Tirol, seit 1999 als Moderatorin von „Tirol heute“. Von April 2007 bis September 2012 präsentierte sie abwechselnd mit Wolfram Pirchner die ORF-Sendung „Heute in Österreich“.
Kramer ist verheiratet und lebt in Innsbruck und Wien.